# 2020年天津宝坻百货大楼冠状病毒病聚集性疫情

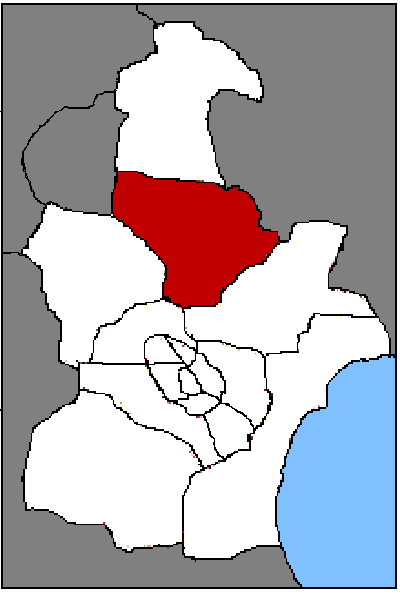
宝坻区在天津市的位置，东与唐山市玉田县相邻，西接香河县与北京相望

2020年天津宝坻百货大楼冠状病毒病聚集性疫情是指在2020年1月开始，发生在中华人民共和国天津市宝坻区百貨大樓内的严重急性呼吸道综合征冠状病毒2型聚集性感染事件。截至2月12日，宝坻区43例确诊病例中，大多数与百货大楼有关联，其中既有直接暴露于百货大楼而发生感染的第一代病例，也有因第一代病例传播而造成感染的第二代病例。此次疫情导致百货大楼内部194名銷售人員送到指定地點集中隔離，截至2月11日共有14000名顧客自行居家隔離。由于其复杂性，故被网友称为“福尔摩斯式破解病毒传染迷局”。

## 背景
天津市宝坻区位于天津、北京、唐山三座城市的几何中心，由于特殊的地理位置，因此成为天津、北京乃至京津冀地区防疫工作的重点。在宝坻区百货大楼未发生聚集性疫情之前，当时已有小区出入口的保安执勤，测量体温、登记往来人员信息，并不严格。
天津宝坻百货大楼位于天津宝坻城区南城路，开业于1980年，每年春节前夕，当地大多数人均会在此购买商品，由于衣服样式多、款式好，比专卖店便宜，因此每年春节前夕百货大楼出现大量人潮，而这也成为宝坻疫情严峻的一个原因。

## 分析

早期病例在楼层内的分布示意图，红色为售货员，蓝色为顾客。

早期病例在樓層內的分佈示意圖，紅色為售貨員，藍色為顧客。

2020年2月2日，天津市疾控中心传染病预防控制室主任张颖在新闻发布会上，对首5个病例进行分析，认为是大楼一名销售员在外地感染，回到天津后发病，传染了另两名售货员、一名顾客，其中一名售货员又传染了家属。而在宝坻区百货大楼发生的第四例病例，被确认造成聚集性传播。此次聚集性疫情主要涉及大楼一层。
3月5日，中华医学会主管刊物《中华流行病学杂志》发布名为《天津市某百货大楼新型冠状病毒肺炎聚集性疫情调查分析》的论文（投稿时间为2月21日，作者为天津市疾病预防控制中心新型冠状病毒肺炎疫情处置组、天津市宝坻区疾病预防控制中心等）。该论文分析称，疫情发生时，宝坻区百货大楼相关确诊病例共40例，患者均居住在宝坻区，占宝坻区报告病例（53例）的75.47%；其中6例（15%）为百货大楼员工，顾客19人（47.50%），密切接触续发病例15人（37.50%），续发病例涉及11起聚集。流行病学史上，研究显示，所有百货大楼关联病例均无湖北省（包括武汉）旅居史。6名确诊员工中，3名员工在岗期间发病，剩余3名员工在百货大楼停业后发病。另外有2名确诊员工发病前曾到过外省市批发市场进货。19例确诊顾客中，每人均有1月20-24日百货大楼购物暴露史。而密切接触续发病例潜伏期均有确诊员工及顾客病例密切接触史。根据此次研究，此次聚集性疫情最初感染来源可能由潜在未发现传染源输入，造成员工和顾客在百货大楼前期病毒直接暴露和后续混合传播引起的聚集，也不排除最早发病员工外地进货感染带回传播。关于最初感染来源，则有两种推断，一是员工1到外地进货时感染带回且发病后一直带病上班直接和间接传播造成；二是除员工1发病前已存在潜在病毒感染者带入造成百货大楼病毒污染和传播。

## 事后处理及表态
在1月24日天津市宣布启动重大突发公共卫生事件一级响应后，宝坻百货大楼于翌日暂停营业，取消春節市集活动。而在宝坻区出现首例确诊病例后，宝坻区在2月1日对外发布的一份“紧急通告”，称1月20日至25日曾在宝坻百货大楼工作的售货员和购物的群众需自动居家隔离观察，不要外出走动。在聚集性疫情发生后，宝坻区对百货大楼进行封控消毒，对周边实施戒严管控。据中央广播电视总台中国之声报道，宝坻百货大楼所在的城关东街，数百家店铺均关闭。而病例所在的农村和社区则采取全封闭管控，仅保留一个出口。此外，为了保障当地居民生活，志愿者队伍轮流值班，帮当地居民采购各类商品，亦与当地商务部门协调口罩、消毒液等防疫用品，以及蔬菜、禽蛋和肉类等生活必需品的物资供应。在人员管控方面，宝坻区实行人员、车辆进出双向管控，在主要路口設置交通觀察點，對所有來往車輛消毒，並為每名乘客登記量體溫。宝坻区24个主路口、高速公路和国省道，以及36条乡村道路，都采取了不同等级的管控措施，其中乡村道路完全封闭。此外，进出宝坻的人员需出示身份证，与百货大楼疫情相关的人员一律不得离开宝坻；有咳嗽、发烧的患者应及时就医。
根据2月7日报道，此次聚集性疫情导致194名銷售人員送到指定地點集中隔離，9200名顧客自行居家隔離。之后据2月11日报道，宝坻区百货大楼相关人员筛查人数达到14000人。
2月8日，中共天津市委书记李鸿忠、天津市市长张国清研究部署宝坻区百货大楼聚集性疫情防控工作。翌日，李鸿忠前往宝坻区百货大楼封控区现场。在考察期间，李鸿忠还被执勤人员拦住。另外，在天津市新冠肺炎防控工作新闻发布会上，宝坻区人民政府区长毛劲松介绍，宝坻疫情能否控制疫情不扩散，是天津、北京乃至京津冀地区防疫工作非常重要的一部分。并表示宝坻区将“对内仍要防止疫情扩散，但对外方面，在防止疫情输入的同时，更要防止疫情输出”。他最后还强调“不能让宝坻的百货大楼变成武汉的海鲜市场”。
在此次聚集性疫情中，天津市疾病预防控制中心传染病预防控制室主任张颖也被网友称为“天津福尔摩斯”。由于在疫情防控工作中表现优异，她于2月22日升任天津市疾控中心副主任。
6月9日，经宝坻区疫情防控指挥部同意，宝坻区海滨街道组织拆除了百货大楼周边的围挡，允许市民正常通行，意味着宝坻百货大楼区域正式解封。